# Mikhail Frunze
Mikhail Vasilyevich Frunze (em russo:  Михаи́л Васи́льевич Фру́нзе) (Pishpek, 2 de fevereiro [Calend. juliano: 21 de janeiro] 1885 – Moscou, 31 de outubro de 1925) foi um líder bolchevique durante a Revolução Russa de 1917 e comandante do Exército Vermelho durante a Guerra Civil Russa. Ficou bastante conhecido por ter derrotado o Barão Wrangel na Crimeia.

## Vida e início de atividade política
Frunze nasceu em Pishpek, uma pequena cidade Imperial Russa no Quirguistão, filho de um paramédico militar romeno (originalmente da província de Kherson) e sua esposa russa, começou seus estudos na cidade de  Verniy (atual Almaty) e estudou também na Universidade Politécnica de São Petersburgo. No II Congresso do Partido Operário Social-Democrata Russo em Londres, durante a divisão ideológica entre Vladimir Lenin e Julius Martov, Frunze se manteve ao lado de Lênin.
Dois anos após o congresso, Frunze tornou-se um proeminente líder da Revolução de 1905 e chefe dos trabalhadores têxteis em Shuya e Ivanovo. Após o fim desastroso do movimento, Frunze foi preso e condenado à morte, mas a sentença foi comutada para prisão perpétua com trabalhos forçados. Depois de dez anos nas prisões da Sibéria, Frunze escapou para Chita, onde ele se tornou editor de um jornal bolchevique, o Vostochnoe Obozrenie. 

## Revolução e Guerra Civil Russa
Durante a Revolução de Fevereiro Frunze foi chefe da milícia civil de Minsk, antes de ser eleito presidente dos "Soviéticos da Bielorrússia". Mais tarde, foi enviado a Moscou, para comandar uma milícia operária na luta pelo controle da cidade. Após a Revolução de Outubro, Frunze tornou-se Comissário Militar na província de Ivanovo-Voznesensk. Durante os primeiros dias da Guerra Civil Russa, ele foi nomeado comandante do Grupo de Exércitos do Sul e depois de derrotar o almirante Aleksandr Kolchak do Exército Branco em Omsk, Leon Trotsky (líder do Exército Vermelho) deu-lhe o comando de toda a Frente Oriental. Após a vitória em Omsk, Frunze seguiu para o Turquestão para reprimir a Revolta dos Basmachi comandado por nativos com apoio do Exército Branco. Em fevereiro de 1920, Frunze retomou Khiva e em setembro do mesmo ano, retomou Bukhara.
Em novembro de 1920 Frunze seguiu para a Crimeia e derrotou o general branco, Pyotr Wrangel e expulsou suas tropas da Rússia. Frunze também liderou como comandante a frente sul do exercito, que suprimiu o movimento anarquista de Nestor Makhno e o movimento nacionalista de Symon Petliura na Ucrânia.

Monumento da libertação em Istambul, Turquia

Em dezembro de 1921 Frunze visitou Ancara durante a guerra de independência turca como um embaixador da Ucrânia onde formaram relações diplomáticas. Mustafa Ataturk considerava Frunze como aliado e amigo, ao ponto de homenageá-lo com uma estátua como parte do Monumento da República na Praça Taksim, em Istambul.
Em 1921 foi eleito para o Comitê Central do Partido Bolchevique, em 2 de junho de 1924 tornou-se membro candidato do Politburo e, em janeiro de 1925, tornou-se Presidente do Conselho Militar Revolucionário. Com o apoio a Grigory Zinoviev, Frunze colocou-se em conflito com Joseph Stalin, um dos principais oponentes de Zinoviev.

## Morte
Frunze sofria de úlcera péptica e foi internado para tratamento, vindo a falecer em 31 de outubro de 1925, durante uma operação cirúrgica. Foi enterrado com honrarias na Necrópole da Muralha do Kremlin.

## Ligação externas
- Russos proeminentes: Mikhail Frunze Russiapedia (em inglês)